# The Long Winters
The Long Winters es una banda de Indie Rock estadounidense de Seattle, Washington.

## Historia
El compositor, John Roderick, nació en Seattle, Washington, y más tarde se mudó a Anchorage, Alaska cuando estaba en la escuela primaria. Más tarde volvería a Seattle, y formaría la Bun Family Players y the Western State Hurricanes. Después del colapso de la última, actuó como teclista para Harvey Danger.
En 2001 el compositor de Harvey Danger Sean Nelson sugirió a John Roderick, hacer un disco con él, con la mitada de canciones de cada uno. Uno de los miembros de Death Cab for Cutie, Chris Walla, había abierto recientemente, el Hall of Justice, un estudio de grabación en Seattle y aceptó grabar el disco.
John reclcutó a Joe Bass de Sky Cries Mary y a Brian Young de Fountains of Wayne para grabar las canciones, el álbum evolucionó de forma que solo aparecían canciones de John. Tras algunos meses, The Worst You Can Do Is Harm estaba listo.
John viajó a Nueva York, donde tocó en solitario y escribió varias canciones que aparecerían más tarde en su segundo álbum, When I Pretend to Fall.
Mientras estaba allí firmó con Barsuk Records, el sello que sacaría The Worst You Can Do Is Harm. Volvió a Seattle, y reunió a Chris Caniglia, Michael Shilling en la batería y Eric Corson en el bajo. Entonces, The Long Winters nació.

## Formación oficial
Los miembros de la banda cambiaron y de los 3 que grabaron The Worst You Can Do Is Harm solo queda John Roderick. De los miembros de la primera vez que fueron de gira, tras su primer álbum solo queda Eric Corson.

## 2004 en adelante
Cuando se marchó Sean, the Long Winters habían empezado a ensayar con Michael Shilling para la gira del 2004. Tuvieron la oportunidad de ir de gira con the Pernice Brothers y con the Decemberists.
La última formación de the Long Winters incorpora a John Roderick: voz, guitarras, y teclados, Eric Corson: bass y segunda voz, y Nabil Ayers en la batería drums. The Long Winters fueron de gira con Keane en octubre de 2005 presentando un Ep titulado Ultimatum. Putting the Days to Bed, salió a la venta el 25 de julio de 2006. Cuando se incorporó Jonathan Rothman.